# Периферија Источна Македонија и Тракија
Периферија Источна Македонија и Тракија (грч.  / Peripheria Anatolikis Makedonias ke Thrakis) је једна од 13 периферија у Грчкој. Смештена је на североистоку земље и обухвата источне делове Македоније и Западну Тракију. Управно седиште периферије је град Комотини, а највећи град је Кавала.

## Положај и управна подела периферије
Положај: Периферија Источна Македонија и Тракија се граничи се са:
- север: Бугарска,
- исток: Турска (граница је река Марица),
- југ: периферија Северни Егеј,
- запад: периферија Средишња Македонија.

Подела: Периферија је подељена на 6 округа:
1. Драма
2. Еврос
3. Кавала
4. Ксанти
5. Родопи
6. Тасос

Даља подела на општине изгледа према таблици:

## Географија
Рељеф: Источна Македонија и Тракија је природно мешовита област, која покрива површину 14.157 km² на североистоку Грчке. Дата покрајина је заштићена планинама из венца Родопа са севера. Дати планински део заузима северну трећину покрајине. Средишњи део је подножје планина, који се понегде жири у веће долине уз веће токове (нпр. долина Месте код Драме или долина Марице код Дидимотике). Јужни део је изразито приморски (Егејско море), посебно острва Тасос и Самотрака.
Клима: У приобалном делу клима је изразито средоземна, даље од мора она прелази у прелазни облик, да би на планинама и вишим деловима постала умерено континентална клима.
Воде: Покрајина Источна Македонија и Тракија дугом обалом излази на северни обод Егејског мора. Од река најважнији су Места на западу и Марица на истоку, који у покрајини својим доњим токовима творе приобалне равнице, које су плодно и добро насељене.

## Становништво
У периферији Источна Македонија и Тракија живи преко 560.000 становника (попис 2021. године). Густина насељености је мала (око 42 ст./км²), што је готово двоструко мање од државног просека (око 80 ст./км²). Последњих година број становника стагнира. Јужни, нижи делови уз Егеј су много боље насељени од планинских делова на северу.
Највећи број становника чине етнички Грци, али значајан део (око 12-13%) чини муслиманска мањина у Грчкој (једина званично призната мањина у држави). Њу махом чине Турци (50%), али Бугари-Помаци (35%) и Роми (15%). Значајан део Грка води порекло од пребеглица из Мале Азије.

## Привреда
Са привредног становишта Источна Македонија и Тракија је привредно неразвијена област за ниво Грчке. У привреди предњаче већи градови, седишта округа. Доминира лака индустрија (посебно прехрамбена индустрија).
Због повољних природних услова, земљорадња је развијена у долинама и равницама. Преовлађују средоземне културе (агруми, маслина), али и житарице.
Туризам ј последњих деценија постао веома важна привредна грана, посебно у приморју (Кавала, Тасос).